# François Remetter
François Joseph Remetter (Strasburgo, 8 agosto 1928 – Strasburgo, 30 settembre 2022) è stato un calciatore francese.

## Carriera

### Club
Remetter iniziò la sua carriera giocando come attaccante, successivamente divenne portiere nello Strasburgo.
Nel 1947 vinse il Campionato mondiale militare e nel 1950 debuttò nella prima divisione del Campionato francese con il Metz. Dal 1950 Remetter giocò per varie squadre della Francia senza ottenere particolari successi.
Chiuse la carriera nel 1968, all'età di 40 anni, nel Pierrots Vauban.

### Nazionale
Con la Nazionale francese prese parte ai Mondiali del 1954 e del 1958.